# 日本のアダルトアニメ一覧
- アニメ > アダルトアニメ > 日本のアダルトアニメ一覧
- アニメ > アニメ作品一覧 > 日本のアダルトアニメ一覧

日本のアダルトアニメ一覧（にほんのアダルトアニメいちらん）では、日本におけるアニメ商業作品においてアダルトアニメとされている作品の一覧を記載。

## 凡例
- 1980年代以降の作品においての成人指定未満の作品は記載していません。
- 新作としての作品を主題に記載。単純な再録作品（総集編、特別編、廉価版、音声再録版、新規カット収録版、など）は記載していません。
- 当初とは別の販売元により作品名が改題され販売している場合は、本項の改題作品節にて解説しています。
- 当初ではR指定での発売などで成人向けとされず、後に成人指定となっている作品においては、その成人指定されて発売した年月日付で記載しています。
- 現時点の日付において発売や公開が“予定”の作品は、中止や延期の可能性があるため記載していません。
- 一つの作品が媒体別（ビデオソフト・レーザーディスク・DVD・Blu-ray Disc・ダウンロード販売、など）で同時期に発売されている場合においては、最も早い発売の日付を記載しています。劇場（映画）作品では初公開の年月日付けで記載します。
- 年代順において、別々の作品が同じ日付となっている場合は、その同じ日付内で五十音順に記載しています。発売や公開の“月日付”が不明の場合は該当する“年”の最後尾に配置します。同じように、“日付”が不明の場合は該当する“年月”の最後尾に配置します。
- 「作品名」の表記ゆれについて
  - OVA作品においてはパッケージ表記（印刷された名称）を基準に、シリーズ・サブタイトル・巻数（話数）も含めて記載しています。
  - 作品名の先頭に“オリジナルビデオアニメ”“OVA”“美少女アニメ”などの総称が定型標準的に表記されている場合は、その記載を省略しています。
- 「作品名」の読み方について
  - 作品名の先頭が数字や外国語表記になっている場合は、日本語発音の単純な読み方で五十音順に記載しています。
  - 作品に基より読み仮名が併記されている場合は、名称として違和感のない（“ひらがな”“カタカナ”の読み方のほうが有名である・理解しやすい、など）可能な範囲で読み仮名を併記しています。
  - 読み方が当て字となっていて理解しづらい作品も、出来るかぎり読み仮名を併記。その当て字の読み方の五十音順で記載しています。
- 表の整列（ソート）機能について
  - 作品一覧表にあるソート機能（▲▼の押しボタンが目印）を使用できる環境の閲覧ブラウザにおいては昇順・降順に整列させることができます。
  - 「作品名」では続編が表ごとに分別されていたり、続編タイトルの先頭に「新」「真」「続」などと付けられていたり、続編のタイトルそのものが別の名称になっていたりする場合もあるため、一部の作品においてはシリーズが纏まって整列されません。

## 作品一覧
五十音順・年代順の中から閲覧したい項目を選んで下さい。リンク先に一覧があります。
| あ行 | あ・い・う・え・お | は行 | は・ひ・ふ・へ・ほ |
| か行 | か・き・く・け・こ | ま行 | ま・み・む・め・も |
| さ行 | さ・し・す・せ・そ | や行 | や・ゆ・よ         |
| た行 | た・ち・つ・て・と | ら行 | ら・り・る・れ・ろ |
| な行 | な・に・ぬ・ね・の | わ行 | わ・ゐ・ゑ・を・ん |

| 1960年代 - 1990年代 | 1960年代 | 1960・1961・1962・1963・1964・1965・1966・1967・1968・1969 |
| 1960年代 - 1990年代 | 1970年代 | 1970・1971・1972・1973・1974・1975・1976・1977・1978・1979 |
| 1960年代 - 1990年代 | 1980年代 | 1980・1981・1982・1983・1984・1985・1986・1987・1988・1989 |
| 1960年代 - 1990年代 | 1990年代 | 1990・1991・1992・1993・1994・1995・1996・1997・1998・1999 |
| 2000年代            | 2000年代 | 2000・2001・2002・2003・2004・2005・2006・2007・2008・2009 |
| 2010年代            | 2010年代 | 2010・2011・2012・2013・2014・2015・2016・2017・2018・2019 |
| 2020年代            | 2020年代 | 2020・2021・2022・2023・2024・2025・2026・2027・2028・2029 |

## 改題作品
当初とは別の販売元により作品名が改題され販売している作品のため、新作とは異なる分類の参考として一覧を記載。
- 同じ販売元による改題された作品は記載していない。

| - リトルマーメイドシリーズ ステージ1 裸足の放課後（1985年3月10日） - リトルマーメイドシリーズ ステージ2 テレパシスト愛Q315（1985年4月25日） - リトルマーメイドシリーズ ステージ4 シャイNing・めい（1985年10月15日） |

| - リトルマーメイドシリーズ ステージ1 裸足の放課後（1985年3月10日） - リトルマーメイドシリーズ ステージ2 テレパシスト愛Q315（1985年4月25日） - リトルマーメイドシリーズ ステージ4 シャイNing・めい（1985年10月15日） |

| - リトルマーメイドシリーズ ステージ4 シャイNing・めい（1985年10月15日） |

| - リトルマーメイドシリーズ ステージ4 シャイNing・めい（1985年10月15日） |

| - リトルマーメイドシリーズ ステージ2 テレパシスト愛Q315（1985年4月25日） |

| - リトルマーメイドシリーズ ステージ2 テレパシスト愛Q315（1985年4月25日） |

| - リトルマーメイドシリーズ ステージ1 裸足の放課後（1985年3月10日） |

| - リトルマーメイドシリーズ ステージ1 裸足の放課後（1985年3月10日） |

| - クラスメイト（1998年8月22日） |

| - クラスメイト（1998年8月22日） |

| - 淫魔大戦（1998年7月22日） |

| - 淫魔大戦（1998年7月22日） |

| - スター誕生（1998年6月22日） |

| - スター誕生（1998年6月22日） |

| - ストラトスフェラの妖精 I（2002年11月21日） |

| - ストラトスフェラの妖精 I（2002年11月21日） |

| - ストラトスフェラの妖精 II（2002年12月12日） |

| - ストラトスフェラの妖精 II（2002年12月12日） |

| - ストラトスフェラの妖精 III（2002年12月26日） |

| - ストラトスフェラの妖精 III（2002年12月26日） |

| - リトルマーメイドシリーズ ステージ1 裸足の放課後（1985年3月10日） - 聖少・女玩具 アリスドール（2000年8月18日） - 聖少・女玩具 アリスドール2（2000年10月18日） |

| - リトルマーメイドシリーズ ステージ1 裸足の放課後（1985年3月10日） - 聖少・女玩具 アリスドール（2000年8月18日） - 聖少・女玩具 アリスドール2（2000年10月18日） |

| - リトルマーメイドシリーズ ステージ2 テレパシスト愛Q315（1985年4月25日） - リトルマーメイドシリーズ ステージ4 シャイNing・めい（1985年10月15日） - もぎたてマリナちゃん（1999年12月18日） |

| - リトルマーメイドシリーズ ステージ2 テレパシスト愛Q315（1985年4月25日） - リトルマーメイドシリーズ ステージ4 シャイNing・めい（1985年10月15日） - もぎたてマリナちゃん（1999年12月18日） |

| - 黒瞳皇（2000年11月28日） - 黒瞳皇2（2001年2月28日） - 黒瞳皇3（2001年4月28日） |

| - 黒瞳皇4（2001年6月28日） - 黒瞳皇5（2002年2月18日） |

| - 黒瞳皇（2000年11月28日） - 黒瞳皇2（2001年2月28日） - 黒瞳皇3（2001年4月28日） |

| - 黒瞳皇4（2001年6月28日） - 黒瞳皇5（2002年2月18日） |

| - レザーマン VOL.1（2001年11月18日） - レザーマン VOL.2（2002年2月18日） - レザーマン VOL.3（2002年5月18日） |

| - レザーマン VOL.4（2002年6月18日） - レザーマン 完結編（2002年10月18日） |

| - レザーマン VOL.1（2001年11月18日） - レザーマン VOL.2（2002年2月18日） - レザーマン VOL.3（2002年5月18日） |

| - レザーマン VOL.4（2002年6月18日） - レザーマン 完結編（2002年10月18日） |

| - 瞳裸（2000年2月28日） - 瞳裸2（2000年7月18日） - 瞳裸3（2000年11月18日） |

| - 瞳裸4（2001年5月18日） - 傀儡哀 〜瞳裸外伝〜（2001年7月18日） |

| - 瞳裸（2000年2月28日） - 瞳裸2（2000年7月18日） - 瞳裸3（2000年11月18日） |

| - 瞳裸4（2001年5月18日） - 傀儡哀 〜瞳裸外伝〜（2001年7月18日） |

| - 熱砂の惑星 -女公安官ケイト-（2000年2月18日） - 熱砂の惑星2 -性の牝犬ケイト-（2000年4月18日） |

| - 熱砂の惑星 -女公安官ケイト-（2000年2月18日） - 熱砂の惑星2 -性の牝犬ケイト-（2000年4月18日） |

| - 聖ミカエラ学園漂流記II 〜上巻〜（2000年7月18日） - 聖ミカエラ学園漂流記II 〜下巻〜（2000年7月18日） |

| - 聖ミカエラ学園漂流記II 〜上巻〜（2000年7月18日） - 聖ミカエラ学園漂流記II 〜下巻〜（2000年7月18日） |

| - 原罪病棟 カルテI（1999年6月22日） |

| - 原罪病棟 カルテII（1999年11月18日） |

| - 原罪病棟 カルテI（1999年6月22日） |

| - 原罪病棟 カルテII（1999年11月18日） |

| - 聖操奴隷（1999年8月22日） - 聖操奴隷2（2000年1月27日） |

| - 微熱姫 懺悔の章（2001年3月18日） |

| - 聖操奴隷（1999年8月22日） - 聖操奴隷2（2000年1月27日） |

| - 微熱姫 懺悔の章（2001年3月18日） |

| - ドラゴンナイト外伝（2000年2月18日） - ミネルバの剣士 邂逅の章（2000年7月18日） |

| - ドラゴンナイト外伝（2000年2月18日） - ミネルバの剣士 邂逅の章（2000年7月18日） |

| - 淫辱の部屋（2001年6月18日） |

| - 背徳の少女 義母飼育編（2001年9月18日） |

| - 淫辱の部屋（2001年6月18日） |

| - 背徳の少女 義母飼育編（2001年9月18日） |

| - 雪夜一夜物語 第一夜（2004年3月18日） - 雪夜一夜物語 第二夜（2004年11月26日） - 雪夜一夜物語 第三夜（2005年7月29日） |

| - 雪夜一夜物語 第一夜（2004年3月18日） - 雪夜一夜物語 第二夜（2004年11月26日） - 雪夜一夜物語 第三夜（2005年7月29日） |